# آنیا نیدرینگ‌هاوس
آنیا نیدرینگ‌هاوس (آلمانی: Anja Niedringhaus‏؛ ۱۲ اکتبر ۱۹۶۵ – ۴ آوریل ۲۰۱۴) عکاس خبری آلمانی بود که برای اسوشیتد پرس کار می‌کرد. او تنها زن تیمِ یازده‌نفرهٔ اسوشیتد پرس بود که برای پوشش خبری جنگ عراق برندهٔ جایزه پولیتزر عکاسی خبر فوری شدند. در همان سال او برندهٔ جایزهٔ شجاعت در ژورنالیسم از بنیاد بین‌المللی رسانه زنان شد. نیدرینگ‌هاوس پیش از مرگش در سال ۲۰۱۴، برای سال‌ها جنگ افغانستان را پوشش داد. جمعه ۴ آوریل ۲۰۱۴ هنگامی که مشغول پوشش انتخابات ریاست‌جمهوری افغانستان بود، یک پلیس افغان به سوی ماشین او که در صف بازرسی در انتظار بود آتش گشود و آنیا نیدرینگ‌هاوس در دم جان باخت.